# Ectatopsides
Ectatopsides är ett släkte av skalbaggar. Ectatopsides ingår i familjen vivlar.
Kladogram enligt Catalogue of Life:
| Ectatopsides | \| \| Ectatopsides carinirostris \| \| \| \| \| \| Ectatopsides cineracea \| \| \| \| \| \| Ectatopsides cinerosus \| \| \| \| \| \| Ectatopsides impressicollis \| \| \| \| \| \| Ectatopsides ruficollis \| \| \| \| \| \| Ectatopsides sheppardi \| \| \| \| \| \| Ectatopsides transversicollis \| \| \| \| |
|              | \| \| Ectatopsides carinirostris \| \| \| \| \| \| Ectatopsides cineracea \| \| \| \| \| \| Ectatopsides cinerosus \| \| \| \| \| \| Ectatopsides impressicollis \| \| \| \| \| \| Ectatopsides ruficollis \| \| \| \| \| \| Ectatopsides sheppardi \| \| \| \| \| \| Ectatopsides transversicollis \| \| \| \| |
|              | Ectatopsides carinirostris |
|              | |
|              | Ectatopsides cineracea |
|              | |
|              | Ectatopsides cinerosus |
|              | |
|              | Ectatopsides impressicollis |
|              | |
|              | Ectatopsides ruficollis |
|              | |
|              | Ectatopsides sheppardi |
|              | |
|              | Ectatopsides transversicollis |
|              | |